# (11789) Kempowski
(11789) Kempowski (1977 RK) – planetoida z pasa głównego asteroid okrążająca Słońce w ciągu 2,73 lat w średniej odległości 1,95 j.a. Odkryta 5 września 1977 roku.